# El ángel de Budapest (película)
El ángel de Budapest es un telefilm histórico española basada en el libro Un español frente al holocausto, del periodista y director ejecutivo de radio Diego Carcedo, sobre la vida del diplomático español Ángel Sanz Briz en Budapest, Hungría. Su estreno tuvo lugar el 20 de diciembre de 2011 en TVE1.
El rodaje tuvo lugar en Budapest, del 9 de noviembre hasta el 23 de diciembre de 2010.

## Argumento
El argumento se centra en Ángel Sanz Briz, embajador de España en Hungría durante la Segunda Guerra Mundial que salvó la vida a miles de judíos del holocausto. Al tiempo irá formando un movimiento de resistencia que les permita salvarlos. Él les expide documentos de protección y los alojó en casas de seguridad españolas, resguardados por la soberanía de la embajada. En ese momento, el gobierno húngaro estaba persiguiendo y deportando judíos a los campos de exterminio nazis. 
Una historia paralela sigue la vida amorosa de Antal, un judío húngaro que se enamora de la hermana de un funcionario miembro de la Cruz Flechada del gobierno fascista húngaro. Antal va entrando lentamente en el movimiento de resistencia para salvarse él y a su pareja.

## Reparto
- Francis Lorenzo es el diplomático Ángel Sanz Briz.
- Anna Allen es Adela Quijano, su esposa.
- Tamás Lengyel es Lajos.
- George Mendel es Danielson.
- Manuel de Blas es Miguel Ángel de Muguiro.
- Ana Fernández es Sra. Tourné
- Aldo Sebastianelli es Giorgio Perlasca.
- Tamás Szabó Kimmel es Antal.
- Iván Fenyő es Raoul Wallenberg.
- Áron Őze es Adolf Eichmann.
- László Agárdi es Miklós Horthy.
- Kata Gáspár
- Sára Herrer
- Athina Papadimitriu
- Tamás Balikó
- János Bán
- László Baranyi
- László Áron

## Premios
- Premio a la Mejor Película para televisión en el Zoom Festival (festival europeo de cine para televisión) 2012.[4]
- Medalla de Plata en la categoría de TV Movies en el Festival Internacional de Televisión y Cine de Nueva York 2012.[5]
- Premio de la Agrupación de Telespectadores y Radioyentes (ATR) 2012 a la Mejor película para televisión.[6]
- Premio Ondas 2012 a la Mejor miniserie.[7]